# R-net
R-net is een samenwerkingsproject van overheden en vervoerders in de Randstad op het gebied van 'hoogwaardig openbaar vervoer'. In opdracht van deze partijen werd tot 1 april 2015 door OV-bureau Randstad een visie voor het jaar 2028 opgesteld voor het regionale openbaar vervoer per bus, tram, metro en trein.
De verantwoordelijkheid voor het invoeren van de formule ligt bij de zes vervoersautoriteiten van het gebied (stadsregio's en provincies) en bij het Rijk.
Het project ontving als kritiek dat de veranderingen slechts cosmetisch zijn. Het zou geen samenhangend netwerk zijn, maar slechts een huisstijl.

## Geschiedenis
Op straat is R-net sinds 2011 zichtbaar als huisstijl, in eerste instantie van een aantal buslijnen in de regio Amsterdam. De huisstijl van R-net werd gebaseerd op de kleurstelling van de bussen die op de Zuidtangent reden.
De maatschappijen die de diensten verzorgen zijn (in 2025) Connexxion, EBS, GVB, HTM, Keolis Nederland, NS, Qbuzz, RET en Transdev. De betrokkenen hebben gepland dat de formule uitgebreid wordt naar de gehele Randstad. Naast buslijnen zijn of worden ook tram-, metro- en spoorlijnen opgenomen. Voor het beoogde tram-, metro- en spoorwegmaterieel zijn concepten voor de buitenkant ontworpen, eveneens in donkergrijs en rood. Of deze uitbreiding zal plaatsvinden is onder meer afhankelijk van bestuurlijke steun.

## Netwerk

### Provincie Flevoland

#### Concessie Busvervoer Almere
De concessie Busvervoer Almere wordt gereden door Keolis Nederland. Alle R-net lijnen in deze concessie rijden via één gemeenschappelijk busstation: 't Oor.
| Lijn | Traject                                                   | Via            | Voormalige lijn(en) | Opmerking                                                            |
| ---- | --------------------------------------------------------- | -------------- | ------------------- | -------------------------------------------------------------------- |
| 322  | Amsterdam, Station Amstel – Almere, Station Parkwijk      | Diemen, Muiden | 152 (Regionet)      | Rijdt buiten de spitsuren alleen tussen busstation 't Oor en Muiden. |
| 326  | Blaricum, P+R – Almere, Station Centrum                   |                | 156                 | Niet na 20:00 uur en in het weekend                                  |
| 327  | Amsterdam, Station Amstel – Almere, Haven                 | Diemen, Muiden | 157 (Regionet)      |                                                                      |
| 330  | Amsterdam, Station Bijlmer ArenA – Almere, Station Buiten | Diemen, Muiden | 323 en 328          |                                                                      |

### Provincie Noord-Holland

#### Concessie Amstelland-Meerlanden
De concessie Amstelland-Meerlanden wordt gereden door Connexxion. In deze concessie biedt Connexxion ook R-net deelfietsen aan bij verschillende OV-knooppunten in Aalsmeer, Amstelveen, Hoofddorp en Nieuw-Vennep.
Voor deze concessie worden sinds 10 december 2017 lijnkleuren gebruikt. Elke kleur (behalve oranje voor lijn 343 in Hoofddorp en rood) is gekoppeld aan een bestemming in Amsterdam. Iedere bestemming heeft zo zijn eigen kleur.
-  Amsterdam-Zuidoost
-  Amsterdam-Zuid
-  Amsterdam-Centrum en lijn 343 in Hoofddorp
-  Bestemming buiten Amsterdam

| Lijn | Traject                                                            | Via | Voormalige lijn(en) | Opmerking                                                       |
| ---- | ------------------------------------------------------------------ | --- | ------------------- | --------------------------------------------------------------- |
| 300  | Haarlem, Station – Amsterdam, Station Bijlmer ArenA                | Haarlem (Schalkwijk Centrum), Vijfhuizen, Hoofddorp (Spaarne Gasthuis, Station), De Hoek (Abdijtunnel), Schiphol (Airport/Plaza, Knooppunt Noord), Amstelveen (Busstation, Oranjebaan), Ouderkerk aan de Amstel | 174                 | Voormalig Zuidtangent                                           |
| 340  | Haarlem, Station – Uithoorn, Busstation                            | Heemstede, Hoofddorp (Spaarne Gasthuis, Centrum, Station), Schiphol (Knooppunt Zuid), Aalsmeer | 140                 |                                                                 |
| 341  | Hoofddorp, Spaarne Gasthuis – Schiphol, Airport/Plaza              | Hoofddorp (Floriande, Station), De Hoek (Abdijtunnel) | 168 en 310          |                                                                 |
| 343  | Hoofddorp, Station – Sportcomplex Koning Willem-Alexander          | |                     | Gaat in de nabije toekomst tussen Schiphol en Noordwijk rijden. |
| 346  | Haarlem, Station – Amsterdam, Station Zuid                         | , Station Amstelveenseweg, VU medisch centrum, De Boelelaan / VU | 176                 | Wordt deels uitgevoerd met dubbeldeksbussen.                    |
| 356  | Haarlem, Station – Amsterdam, Station Bijlmer ArenA                | , Badhoevedorp, Schiphol (Knooppunt Noord), Amstelveen (Busstation, Ouderkerkerlaan), Ouderkerk aan de Amstel                                                                                                   | 175                 |                                                                 |
| 357  | Amsterdam, Busstation Elandsgracht – Kudelstaart, Bilderdammerweg  | Centrum (Leidseplein, Museumplein), Haarlemmermeerstation, Olympisch Stadion, Station Amstelveenseweg, VU medisch centrum, Amstelveen (Busstation, Sacharovlaan), Aalsmeer (Royal FloraHolland, Busstation)     | 172, 173 en 272     |                                                                 |
| 397  | Nieuw-Vennep, Getsewoud (P+R) – Amsterdam, Busstation Elandsgracht | Hoofddorp (Station), De Hoek (Abdijtunnel), Schiphol (Airport/Plaza, Knooppunt Noord), Amsterdam (Station Amstelveenseweg, Museumplein, Leidseplein)                                                            | 197 en 310          |                                                                 |
| N30  | IJmuiden, Dennekoplaan – Amsterdam, Station Bijlmer ArenA          | Driehuis, Haarlem (Station, Schalkwijk), Vijfhuizen, Hoofddorp (Spaarne Gasthuis, Station), De Hoek (Abdijtunnel), Schiphol (Airport/Plaza, Knooppunt Noord), Amstelveen (Busstation), Ouderkerk aan de Amstel  |                     | Nachtversie van lijn 300.                                       |
| N47  | Amsterdam, Centraal Station – Uithoorn, Busstation                 | Centrum (Elandsgracht, Leidseplein, Museumplein), Haarlemmermeerstation, Olympisch Stadion, Station Amstelveenseweg, VU medisch centrum, Amstelveen (Busstation, Poortwachter)                                  | N70                 |                                                                 |
| N57  | Amsterdam, Centraal Station – Aalsmeer, Busstation                 | Centrum (Elandsgracht, Leidseplein, Museumplein), Haarlemmermeerstation, Olympisch Stadion, Station Amstelveenseweg, VU medisch centrum, Amstelveen (Busstation, Poortwachter), Aalsmeer (Royal FloraHolland)   | N72                 | Nachtversie van lijn 357.                                       |
| N97  | Nieuw-Vennep, Getsewoud (P+R) – Amsterdam, Centraal Station        | Hoofddorp (Station), De Hoek (Abdijtunnel), Schiphol (Airport/Plaza, Knooppunt Noord), Amsterdam (Station Amstelveenseweg, Museumplein, Leidseplein, Elandsgracht)                                              |                     | Nachtversie van lijn 397.                                       |

#### Concessie Gooi en Vechtstreek
De concessie Gooi en Vechtstreek wordt gereden door Transdev.
| Lijn | Traject                                       | via | Opmerking          |
| ---- | --------------------------------------------- | --- | ------------------ |
| 320  | Amsterdam, Amstelstation – Hilversum, Station | , Diemen, Muiden (P+R), Naarden (Gooimeer P+R), Huizen (Crailo P+R, Karel Doormanlaan, Busstation, 't Merk), Blaricum (P+R), , Eemnes (P+R) | Voormalig Regionet |
| 321  | Amsterdam, Station Zuid – Eemnes, Tak         | Amsterdam (De Boelelaan / VU, Station RAI), Diemen, Muiden (P+R), Naarden, Huizen (Crailo P+R), Laren                                       |                    |

#### Concessie Haarlem-IJmond
De concessie Haarlem-IJmond wordt gereden door Connexxion. Een R-netlijn in Haarlem maakt ook onderdeel uit van de concessie Amstelland-Meerlanden, namelijk nachtlijn N30 tussen IJmuiden en Amsterdam-Zuidoost (station Amsterdam Bijlmer ArenA).
| Lijn | Traject                                                   | via | Voormalige lijn | Opmerking                                                        |
| ---- | --------------------------------------------------------- | --- | --------------- | ---------------------------------------------------------------- |
| 382  | Amsterdam, Station Sloterdijk – IJmuiden aan Zee          | Westpoort, Velsen-Zuid | 82              | Hogere frequentie tussen Amsterdam en IJmuiden Dennekoplaan.     |
| 385  | Haarlem, Station – IJmuiden, Dennekoplaan                 | Santpoort-Noord, Driehuis | 75              |                                                                  |
| N30  | IJmuiden, Dennekoplaan – Amsterdam, Station Bijlmer ArenA | Driehuis, Haarlem (Station, Schalkwijk), Vijfhuizen, Hoofddorp (Spaarne Gasthuis, Station), De Hoek (Abdijtunnel), Schiphol (Airport/Plaza, Knooppunt Noord), Amstelveen (Busstation), Ouderkerk aan de Amstel |                 | Nachtversie van lijn 300 van de concessie Amstelland-Meerlanden. |

#### Concessie Zaanstreek-Waterland
De concessie Zaanstreek-Waterland wordt gereden door EBS.
| Lijn | Traject                                                        | via                                                                                           | Opmerking |
| ---- | -------------------------------------------------------------- | --------------------------------------------------------------------------------------------- | --------- |
| 305  | Amsterdam, Centraal Station – De Rijp, Wollandje               | Schouw, Watergang, Ilpendam, Purmerend (Tramplein), Zuidoostbeemster, Middenbeemster          |           |
| 306  | Amsterdam, Station Noord – Purmerend, M.L. Kingweg             | Schouw, Ilpendam, Purmerend (Station Overwhere)                                               |           |
| 307  | Amsterdam, Station Noord – Purmerend, Korenstraat              | Schouw, Ilpendam                                                                              |           |
| 308  | Amsterdam, Station Noord – Purmerend, Neckerstraat             | Schouw, Ilpendam                                                                              |           |
| 314  | Amsterdam, Centraal Station – Hoorn, Station                   | Schouw, Broek in Waterland, Monnickendam, Katwoude, Edam (Busstation), Oosthuizen, Scharwoude |           |
| 315  | Amsterdam, Station Noord – Monnickendam, Swaensborch           | Schouw, Broek in Waterland                                                                    |           |
| 316  | Amsterdam, Centraal Station – Edam, Busstation                 | Schouw, Broek in Waterland, Monnickendam, Katwoude, Volendam                                  |           |
| 370  | Amsterdam, Station Holendrecht – Purmerend, Tramplein          | Diemen, Schouw, Watergang, Ilpendam                                                           |           |
| 391  | Amsterdam, Centraal Station – Zaandam, Zaanse Schans           | De Vlinder, Vijfhoek, Het Mennistenerf, Zaans Medisch Centrum, Station Kogerveld, Schipbeek   |           |
| 394  | Amsterdam, Noorderpark – Zaandam, Station                      | De Vlinder, Weerpad/Wachterstraat, Noordwachter, Peperstraat                                  |           |
| 395  | Amsterdam, Station Sloterdijk – Zaandam, Zaans Medisch Centrum | Basisweg, , De Vlinder, Weerpad/Wachterstraat, Noordwachter                                   |           |

#### Stadsvervoer Amsterdam
De bussen, trams en metro's die horen bij de concessie Stadsvervoer Amsterdam worden gereden door GVB.

##### Metroverbindingen
| Lijn | Lijn            | Kleur  | Traject                        | Via | Opmerking |
| ---- | --------------- | ------ | ------------------------------ | --- | --------- |
| 50   | Ringlijn        | Groen  | Isolatorweg – Gein             | Sloterdijk, Lelylaan, Zuid, RAI, Overamstel, Duivendrecht, Johan Cruijff ArenA, AMC ziekenhuis, Reigersbos                          |           |
| 51   |                 | Oranje | Isolatorweg – Centraal Station | Sloterdijk, Lelylaan, Zuid, RAI, Overamstel, Amstelstation, Wibautstraat, Weesperplein, Waterlooplein, Nieuwmarkt                   |           |
| 52   | Noord/Zuidlijn  | Blauw  | Noord – Station Zuid           | Noorderpark, Centraal Station, Rokin, Vijzelgracht, De Pijp, Europaplein                                                            |           |
| 53   | Gaasperplaslijn | Rood   | Centraal Station – Gaasperplas | Nieuwmarkt, Waterlooplein, Weesperplein, Wibautstraat, Amstelstation, Diemen-Zuid, Bijlmermeer                                      |           |
| 54   | Geinlijn        | Geel   | Centraal Station – Gein        | Nieuwmarkt, Waterlooplein, Weesperplein, Wibautstraat, Amstelstation, Duivendrecht, Johan Cruijff ArenA, AMC ziekenhuis, Reigersbos |           |

##### Tramverbindingen
| Lijn | Traject                                     | Via                                                                       | Opmerking |
| ---- | ------------------------------------------- | ------------------------------------------------------------------------- | --------- |
| 25   | Amsterdam, Station Zuid – Uithoorn, Centrum | Amsterdam (Buitenveltert), Amstelveen (Oranjebaan, Middenhoven, Westwijk) |           |

##### Busverbindingen
| Lijn | Traject                                              | Via                                                        | Voormalige lijn | Opmerking                                                         |
| ---- | ---------------------------------------------------- | ---------------------------------------------------------- | --------------- | ----------------------------------------------------------------- |
| 360  | Amsterdam, Station Bijlmer ArenA – Amsterdam, IJburg | Diemen (Diemerknoop)                                       |                 | Formeel nog geen R-net tot komst van materieel in R-net huisstijl |
| 369  | Amsterdam, Station Sloterdijk – Schiphol, Airport    | Slotermeer, Osdorp, Nieuw Sloten, Knooppunt Schiphol-Noord | 69              |                                                                   |

### Provincie Zuid-Holland

#### Concessie Zuid-Holland Noord
De concessie Zuid-Holland Noord wordt gereden door Qbuzz.
| Lijn | Traject                                                   | Via | Opmerking                                                      |
| ---- | --------------------------------------------------------- | --- | -------------------------------------------------------------- |
| 400  | Zoetermeer, Centrum-West – Noordwijk, ESA ESTEC           | , Stompwijk, Zoeterwoude, Leiden (Station Lammenschans, Centraal Station), Valkenburg, Katwijk aan den Rijn, Katwijk |                                                                |
| 401  | Zoetermeer, Centrum-West – Katwijk, Boulevard-Zuid        | , Stompwijk, Zoeterwoude, Leiden (Station Lammenschans, Centraal Station), Valkenburg, Katwijk aan den Rijn          | Rijdt in het weekend alleen tussen Leiden Centraal en Katwijk. |
| 410  | Leiden, Centraal Station – Leiderdorp, Alrijne Ziekenhuis | Leiden (Groenoord, Kooiplein), Leiderdorp (Buitenhof, Winkelhof)                                                     |                                                                |
| 470  | Alphen aan den Rijn, Station – Schiphol, Airport          | Alphen aan den Rijn (Centrum, Ziekenhuis, Herenhof), Woubrugge (Jacobswoude), Rijnsaterwoude, Leimuiden, Hoofddorp   |                                                                |
| 497  | Gouda, Station – Schoonhoven, Centrum/Veer                | Gouda (Centrum, Stolwijkersluis), , Stolwijk, Bergambacht (Noord, Centrum), , Ammerstol                              |                                                                |

#### Concessie Hoeksche Waard - Goeree-Overflakkee
De concessie Hoeksche Waard - Goeree-Overflakkee (HWGO) wordt gereden door Connexxion.
| Lijn | Traject                                      | Via | Voormalige Arriva lijn(en) | Opmerking                                                                     |
| ---- | -------------------------------------------- | --- | -------------------------- | ----------------------------------------------------------------------------- |
| 436  | Rotterdam, Zuidplein – Ouddorp, Bernhardweg  | Numansdorp , Den Bommel , Oude-Tonge, Nieuwe-Tonge, Middelharnis, Sommelsdijk, Dirksland, Melissant, Stellendam, Goedereede | 130, 136 en 396 (Qliner)   | Rijdt van maandag t/m zaterdag overdag alleen tussen Rotterdam en Stellendam. |
| 437  | Rotterdam, Zuidplein – Dirksland, Ziekenhuis | Numansdorp , Nieuwe-Tonge, Middelharnis, Sommelsdijk                                                                        |                            | Rijdt alleen tijdens de spitsuren.                                            |

#### Concessie Drechtsteden, Molenlanden en Gorinchem
De concessie Drechtsteden, Molenlanden en Gorinchem (DMG) wordt gereden door Qbuzz.
| Lijn | Traject                                                           | Via                                   | Voormalige lijn(en)    | Opmerking                                          |
| ---- | ----------------------------------------------------------------- | ------------------------------------- | ---------------------- | -------------------------------------------------- |
| 416  | Dordrecht, Station – Alblasserdam, Vogelbuurt                     | Papendrecht                           | 316 (snelBuzz)         | rijdt verder als lijn 488                          |
| 488  | Dordrecht, Station – Rotterdam, Kralingse Zoom                    | Zwijndrecht, Hendrik-Ido-Ambacht      | 88 (Arriva)            | rijdt verder als lijn 416                          |
| 489  | Nieuw-Lekkerland, Jan van Nassauplein – Rotterdam, Kralingse Zoom | Kinderdijk, Alblasserdam, Ridderkerk  | 89, 90 en 93 (Arriva)  | Hogere frequentie tussen Alblasserdam en Rotterdam |
| 491  | Sliedrecht, De Grienden – Rotterdam, Zuidplein                    | Papendrecht, Alblasserdam, Ridderkerk | 87, 91 en 197 (Arriva) |                                                    |

#### Concessie Voorne-Putten en Rozenburg
De concessie Voorne-Putten en Rozenburg wordt gereden door EBS.
| Lijn | Traject                                                      | Via                                                                | Voormalige Connexxion lijn(en) | Opmerking                          |
| ---- | ------------------------------------------------------------ | ------------------------------------------------------------------ | ------------------------------ | ---------------------------------- |
| 403  | Spijkenisse, Centrum (metrostation) – Rockanje, Alardusdreef | Geervliet, Heenvliet, Zwartewaal, Vierpolders, Brielle, Oostvoorne | 103                            | In Rockanje gekoppeld aan lijn 404 |
| 404  | Spijkenisse, Centrum (metrostation) – Rockanje, Dorpsplein   | Geervliet, Heenvliet, Hellevoetsluis                               | 101 en 111                     | In Rockanje gekoppeld aan lijn 403 |

#### Concessie Haaglanden Streek
De concessie Haaglanden Streek wordt gereden door EBS.
| Lijn | Traject                                            | Via                                                                                        | Voormalige lijn(en)  | Opmerking |
| ---- | -------------------------------------------------- | ------------------------------------------------------------------------------------------ | -------------------- | --------- |
| 455  | 's-Gravenzande, De Brug – Zoetermeer, Centrum-West | Naaldwijk, De Lier, Schipluiden, Den Hoorn, Delft, Delfgauw, Pijnacker, Station Zoetermeer | 32 & 55 (Connexxion) |           |
| 456  | Den Haag, Leyenburg – Schiedam, Station Centrum    | Honselersdijk, Poeldijk, Naaldwijk, Maasland (Viaduct)                                     | 36 (Connexxion)      |           |

#### Concessie Bus Rotterdam
De concessie Bus Rotterdam wordt gereden door de RET.
| Lijn | Traject                                                                | Via | Opmerking |
| ---- | ---------------------------------------------------------------------- | --- | --------- |
| 170  | Zoetermeer, Centrum-West – Rodenrijs, Metrostation                     | Station Zoetermeer, Station Zoetermeer Oost, Station Lansingerland-Zoetermeer, ZoRo-busbaan, Berkel en Rodenrijs | ZoRo-bus  |
| 173  | Zoetermeer, Station Lansingerland-Zoetermeer – Rodenrijs, Metrostation | Bleiswijk, Bergschenhoek, ZoRo-busbaan, Berkel en Rodenrijs                                                      |           |

#### Metroverbindingen (Rail Rotterdam)
De Rotterdamse metro's worden gereden door RET.
| Lijn  | Traject                              | Via | Opmerkingen                |
| ----- | ------------------------------------ | --- | -------------------------- |
| M     | Binnenhof – Station Schiedam Centrum | Winkelcentrum Alexandrium, Capelsebrug, Oosterflank, Kralingse Zoom, Blaak, Beurs, Marconiplein                                              |                            |
| 01    | Nesselande – Hoek van Holland Strand | Zevenkamp, Winkelcentrum Alexandrium, Capelsebrug, Oosterflank, Kralingse Zoom, Blaak, Beurs, Marconiplein, Schiedam, Vlaardingen, Maassluis |                            |
| 02    | De Terp – De Akkers                  | Capelsebrug, Kralingse Zoom, Blaak, Beurs, Marconiplein, Schiedam, Pernis, Hoogvliet, Spijkenisse Centrum                                    |                            |
| 03    | Rotterdam Centraal – De Akkers       | Beurs, Winkelcentrum Zuidplein, Slinge, Rhoon, Poortugaal, Hoogvliet, Spijkenisse Centrum                                                    |                            |
| 03bis | Den Haag Centraal – Slinge           | Leidschendam-Voorburg, Leidschenveen, Nootdorp, Pijnacker, Berkel en Rodenrijs, Blijdorp, Rotterdam Centraal, Beurs, Winkelcentrum Zuidplein | Onderdeel van RandstadRail |

#### Tramverbindingen (Rail Haaglanden)
De Haagse trams worden gereden door HTM.
| Lijn | Traject                                     | Via | Opmerking                                     |
| ---- | ------------------------------------------- | --- | --------------------------------------------- |
| 2    | Kraayenstein – Leidschendam Leidsenhage     | Loosduinen, Houtwijk, Oud Eik en Duinen, Nieuw Eykenduynen, HMC Westeinde, Brouwersgracht, Tramtunnel, Centraal Station, Ternoot, Bezuidenhout, Laan van NOI, Voorburg 't Loo, Essesteijn                                                    | Rijdt deels met RegioCitadis van RandstadRail |
| 9    | Scheveningen Noorderstrand – Vrederust      | Kurhaus, Circustheater, Westbroekpark, Madurodam, Koninginnegracht, Malieveld, Centraal Station, Kalvermarkt-Stadhuis, Bierkade, Station Hollands Spoor, Stationsbuurt, Zuiderpark, Moerwijk, Winkelcentrum Leyweg, Morgenstond              |                                               |
| 11   | Scheveningen Haven – Station Hollands Spoor | Statenkwartier, Regentessekwartier, Transvaalkwartier, Haagse Markt, Schilderswijk, Stationsbuurt |                                               |
| 15   | Nootdorp - Station Den Haag Centraal        | Ypenburg, P+R Hoornwijck, Hoornbrug, Rijswijk, Laakkwartier, Waldorpstraat/Station Hollands Spoor, Bierkade, Centrum, Buitenhof, Korte Voorhout                                                                                              | Rijdt na Centraal Station verder als lijn 16. |
| 16   | Station Den Haag Centraal - Wateringen      | Kalvermarkt-Stadhuis, Bierkade, Station Hollands Spoor, Laakkwartier, Spoorwijk, Station Moerwijk, Moerwijk, Winkelcentrum Leyweg, Morgenstond, Hoge Veld, Wateringse Veld                                                                   | Rijdt na Centraal Station verder als lijn 15. |
| 17   | Den Haag Statenkwartier - Wateringen        | Kunstmuseum, Zeeheldenkwartier, Centrum, Buitenhof, Korte Voorhout, Centraal Station, Rijswijkseplein, Station Hollands Spoor, Laakkwartier, Spoorwijk, Plaspoelpolder, Rijswijk Station, Bogaard stadscentrum, Eikelenburg, Wateringse Veld |                                               |

#### Treinverbindingen
In Zuid-Holland zijn er twee treinverbindingen die bij het R-net netwerk horen: Gouda – Alphen aan den Rijn en de MerwedeLingelijn. De treinverbinding Gouda – Alphen aan den Rijn wordt sinds december 2016 gereden door NS met treinen die via Abellio zijn besteld. De MerwedeLingelijn wordt sinds 9 december 2018 gereden door Qbuzz, die de lijn van Arriva heeft overgenomen. Hiermee is de provincie Gelderland (in de plaatsen Beesd en Geldermalsen) ook aangesloten op het R-net netwerk.
| Serie | Treinsoort        | Route                                | Bijzonderheden |
| ----- | ----------------- | ------------------------------------ | --- |
| 7100  | Stoptrein (Qbuzz) | Dordrecht – Gorinchem                | Rijdt onder de formule van R-net. Stopt niet in Hardinxveld Blauwe Zoom.                                              |
| 7200  | Stoptrein (Qbuzz) | Dordrecht – Gorinchem – Geldermalsen | Rijdt onder de formule van R-net.                                                                                     |
| 8600  | Sprinter (NS)     | Alphen a/d Rijn – Gouda              | Rijdt onder de formule van R-net. Vormt een kwartierdienst met de serie 8700 (Behalve 's avonds en in het weekend).   |
| 8700  | Sprinter (NS)     | Alphen a/d Rijn – Gouda              | Rijdt onder de formule van R-net. Rijdt niet 's avonds en in het weekend. Vormt een kwartierdienst met de serie 8600. |

Voor het in- en uitchecken gaat het om de merken NS en Qbuzz, niet om het aanvullende merk R-net.

## Materieel
- In dienst - Alle voertuigen van een serie zijn in dienst bij de vervoerder en heeft de R-net huisstijl.
- Deels in dienst - Een deel van een serie is in dienst bij de vervoerder en heeft de R-net huisstijl.
- Uit dienst - De hele serie is uit dienst bij de vervoerder en/of heeft geen R-net huisstijl meer.
- Nog niet in dienst - De serie is nog niet in dienst bij de vervoerder.

### Busmaterieel
Zowel Arriva, Connexxion, EBS, GVB, Keolis, Qbuzz, RET, Transdev en enkele onderaannemers hebben voor de lijnen van R-net bussen aangeschaft. Hieronder een overzicht. Sommige bussen reden al rond in de tijd van Regionet en Zuidtangent.
|  | Vervoerder   | Merk                                 | Aantal | Series | Concessie(s)                                  | Inzet op (voormalige) lijnen                                  | Opmerking | Afbeelding |
|  | ------------ | ------------------------------------ | ------ | --- | --------------------------------------------- | ------------------------------------------------------------- | --- | ---------- |
|  | Arriva       | Volvo 8900                           | 48     | 7701-7722, 7745-7760, 7763-7766, 7771-7777 | Zuid-Holland Noord                            | 400, 410, 430 t/m 432, 470 en 497                             | 7763-7766 zijn van bouwjaar 2017 en direct in R-net huisstijl gezet, de rest zijn van bouwjaar 2012 en zijn voormalige bussen van het Qliner-net Zuid-Holland Noord. De 7701-7704 en 7745-7749 kregen in 2023 de Bravodirect huisstijl en zijn naar Noord-Brabant verhuisd. De 7763-7766 volgden begin 2025.            |            |
|  | Arriva       | VDL Citea LLE-120                    | 8      | 8798-8805 | Zuid-Holland Noord                            | 175, 178, 190 en 497                                          | Deze bussen hadden eerst de gewone huisstijl van Arriva Zuid-Holland Noord. |            |
|  | Connexxion   | Mercedes-Benz CapaCity L             | 1      | 1104 | Amstelland-Meerlanden                         | 310                                                           | Tijdelijke proefbus (demobus) in 2016. Heeft op 2 maart 2016 ook in Almere gereden. Is overgegaan naar Syntus Overijssel als 4160 en vervolgens geëxporteerd. |            |
|  | Connexxion   | VDL Futura FDD2-141                  | 18     | 1129-1146 | Amstelland-Meerlanden                         | 346                                                           | Worden ook als touringcars ingezet. |            |
|  | Connexxion   | VDL Citea SLF-120 H2 (waterstof)     | 4      | 2000-2003 | Hoeksche Waard – Goeree-Overflakkee           | 436 en 437                                                    | |            |
|  | Connexxion   | Ebusco 2.2 LE                        | 16     | 2033-2048 | Haarlem-IJmond                                | 382 en 385                                                    | |            |
|  | Connexxion   | Ebusco 2.2 LE                        | 49     | 2049-2097 | Amstelland-Meerlanden                         | 340, 341, 347, 348 en 356 t/m 358                             | 2049 -2053 rijden in Haarlem-IJmond. 2053, 2056, 2067 en 2068 uit dienst na brand. 2071-2075 zijn omgestickerd naar wit |            |
|  | Connexxion   | Ebusco 2.2 LE 12.9 m                 | 23     | 2108-2130 | Amstelland-Meerlanden                         | 340 en 356                                                    | 2121 is verloren gegaan bij een brand in Ter Aar op 9 juni 2023. |            |
|  | Connexxion   | Iveco Crossway LE 13 m               | 47     | 2722-2768 | Amstelland-Meerlanden, Haarlem-IJmond         | 340 t/m 342, 346, 356, 357, 382, 385, 397 en N42              | 2723, 2725, 2737, 2739-2742, 2756-2758 en 2762-2768 rijden bij Transdev Academy. 2744, 2745, 2750, 2751, 2760 en 2761 naar Hermes. 2754-2755 naar Jan de Wit als 432-433. Een groot deel van deze serie ging begin 2021 buiten dienst. In 2024 kregen bussen 2738, 2743 en 2746-2749 de reguliere Connexxion huisstijl. |            |
|  | Connexxion   | VDL Citea LLE-120                    | 24     | 3200-3220, 3270-3272 | Haarlem-IJmond, Gooi en Vechtstreek           | 320, 382, 385 en N30                                          | In 2019 kregen bussen 3219 en 3220 de reguliere Connexxion huisstijl, in 2020 volgden de 3207-3218, in 2022 volgde de 3203 en in 2024 de 3200-3202 en 3204-3206, waardoor geen enkele bus uit deze serie de R-net huisstijl hebben. De 3270-3272 hadden van begin 2021 tot april 2022 tijdelijk de R-net huisstijl.     |            |
|  | Connexxion   | VDL Citea XLE-145                    | 2      | 3230, 3231 | Haarlem-IJmond                                | 382, 385 en N30                                               | Deze bussen hadden eerst de gewone Connexxion huisstijl. |            |
|  | Connexxion   | VDL Citea CLE-137                    | 10     | 3490-3499 | Zaanstreek                                    | 391 t/m 394 en 891                                            | Voormalige Regionet bussen. |            |
|  | Connexxion   | Berkhof Ambassador ALE-120           | 33     | 3564-3596 | Zaanstreek                                    | 391 t/m 395, 398 en 891                                       | Voormalige Regionet bussen. En deel van de bussen gingen naar EBS in afwachting van nieuwe elektrische bussen. |            |
|  | Connexxion   | MAN Lion's City A78 TÜ               | 35     | 3837, 3838, 3843, 3849, 3851, 3853, 3854, 3860, 3861-3864, 3867-3872, 3877, 3883-3886, 3888-3891, 3894, 3897, 3900, 3913, 3914, 3918, 3930, 3935, 4002 | Amstelland-Meerlanden                         | 347 en 357                                                    | |            |
|  | Connexxion   | Mercedes-Benz Citaro                 | 4      | 3951-3954 | Amstelland-Meerlanden                         | 342                                                           | |            |
|  | Connexxion   | Volvo 8700 BLE                       | 11     | 4301-4311 | Amstelland-Meerlanden                         | 346                                                           | |            |
|  | Connexxion   | MAN Lion's City A78 LE               | 2      | 5149, 5166 | Amstelland-Meerlanden                         | 244                                                           | |            |
|  | Connexxion   | Volvo 8700 BLE                       | 5      | 5670-5674 | Amstelland-Meerlanden                         | 346                                                           | |            |
|  | Connexxion   | Volvo 8700 RLE                       | 30     | 5699-5728 | Amstelland-Meerlanden                         | 322, 327, 328, 340, 341, 346 en 397                           | Voormalige Regionet bussen. 5719-5728 reden eerst in Haarlem. |            |
|  | Connexxion   | VDL Citea XLE-137                    | 15     | 5760-5774 | Gooi en Vechtstreek                           | 320 en N32                                                    | Voormalige Regionet bussen. De 5760 reed van 2015 tot en met 2023 bij OV Regio IJsselmond. |            |
|  | Connexxion   | VDL Citea LLE-120                    | 18     | 5900-5917 | Hoeksche Waard – Goeree-Overflakkee           | 436 en 437                                                    | |            |
|  | Connexxion   | Mercedes-Benz Citaro G               | 57     | 9182-9227, 9248-9255, 9257-9258, 9261 | Amstelland-Meerlanden, Zaanstreek             | 300, 310, 346, 347, 356, 391, 394, 397 en N30                 | 9182-9227 zijn voormalige Zuidtangent bussen. 9248-9250 zijn voormalige Regionet Alkmaar bussen. Groot deel van de serie is buiten dienst, een deel rijdt tegenwoordig voor Hermes, BusiNext en Gebo Tours. 9254, 9255, 9257 en 9258 zijn voormalige bussen van Voorne-Putten en Rozenburg.                             |            |
|  | Connexxion   | Solaris Urbino 18                    | 40     | 9300-9339 | Amstelland-Meerlanden                         | 300, 340, 356, 397, N30 en N97                                | 9301-9306 zijn naar OV Regio IJsselmond verhuisd. |            |
|  | Connexxion   | Mercedes-Benz CapaCity L             | 33     | 9340-9372 | Amstelland-Meerlanden                         | 300, 397, N30 en N97                                          | 9344, 9346-9348, 9350, 9357, 9359 naar Hermes. 9341, 9345, 9349, 9351-9353, 9355, 9356, 9360, 9361 naar Qbuzz/U-OV als 4221-4230. |            |
|  | Connexxion   | VDL Citea SLFA-181E BRT              | 10     | 9490-9499 | Amstelland-Meerlanden                         | n.n.b.                                                        | Ex EBS 1030-1039 |            |
|  | Connexxion   | VDL Citea SLFA-181E BRT              | 10     | 9741-9750 | Amstelland-Meerlanden                         | 340, 357, N47 en N57                                          | Voormalige Schipholnet bussen. |            |
|  | Connexxion   | VDL Citea SLFA-180E                  | 49     | 9751-9799 | Amstelland-Meerlanden                         | 340, 357, 397, N47, N57 en N97                                | 9769 is gesloopt na een aanrijding met een viaduct, 9797 is verloren gegaan bij een brand in Ter Aar op 9 juni 2023. |            |
|  | Connexxion   | Ebusco 2.2 18 m                      | 39     | 9800-9838 | Amstelland-Meerlanden                         | 300 en N30                                                    | 9833 en 9837 rijden tijdelijk in Haarlem-IJmond |            |
|  | EBS          | Scania OmniLink 18                   | 25     | 1001-1025 | Waterland                                     | 301, 302, 304 t/m 309, 312, 314 t/m 316 en N14                | 1010, 1013 en 1023 kregen begin 2025 de RRReis huisstijl. |            |
|  | EBS          | VDL Citea SLFA-181E BRT              | 10     | 1030-1039 | Waterland                                     | 312 en 316                                                    | Naar Connexxion als 9490-9499 |            |
|  | EBS          | Mercedes-Benz Citaro C2 G NGT Hybrid | 4      | 1101-1104 | Haaglanden Streek                             | 455 en 456                                                    | 1102-1104 kregen in juli 2023 de MRDH huisstijl. |            |
|  | EBS          | Scania OmniLink 12.8                 | 103    | 4001-4103 | Waterland                                     | 301, 302, 304 t/m 309, 312, 314 t/m 316, 319, N01, N04 en N10 | 4001, 4002 en 4089 zijn verhuurd aan Arriva. 4044, 4072, 4080 en 4100 kregen begin 2025 de RRReis huisstijl. |            |
|  | EBS          | Berkhof Ambassador ALE-120           | 22     | 4130, 4134-4154 | Zaanstreek-Waterland                          | 305 t/m 308, 314 t/m 316, 370, 391, 394 en 395                | Ex-Connexxion. Tijdelijke bussen in afwachting van nieuwe elektrische bussen. |            |
|  | EBS          | VDL Citea LE-135                     | 96     | 4301-4396 | Zaanstreek-Waterland                          | 305 t/m 308, 314 t/m 316, 370, 391, 394 en 395                | |            |
|  | EBS          | Scania OmniLink 12                   | 4      | 5014, 5033, 5035, 5036 | Waterland                                     | 301, 302, 304 t/m 309, 312, 314 t/m 316, 319, N01, N04 en N10 | Deze bussen hadden eerst de gewone EBS huisstijl. 5014 is verhuurd aan Arriva, 5033 en 5035 zijn naar een rijschool gegaan. |            |
|  | EBS          | Scania Citywide LE CNG 14.9m         | 10     | 5040-5049 | Voorne-Putten en Rozenburg, Haaglanden Streek | 403, 404 en 456                                               | Hadden tot en met oktober 2022 de nummers 2001-2010. |            |
|  | EBS          | Iveco Crossway LE CNG 12m            | 23     | 5050-5072 | Voorne-Putten en Rozenburg                    | 403 en 404                                                    | 5069-5072 kregen medio 2019 de MRDH huisstijl. 5066 is na een aanrijding terzijde gesteld. |            |
|  | EBS          | Mercedes-Benz Citaro C2 NGT Hybrid   | 25     | 5101-5125 | Voorne-Putten en Rozenburg, Haaglanden Streek | 403, 404, 455 en 456                                          | |            |
|  | EBS          | BYD B12                              | 21     | 5201-5221 | Haaglanden Streek                             | 455 en 456                                                    | |            |
|  | GVB          | VDL Citea SLFA-180E                  | 13     | 2171-2183 | Stadsvervoer Amsterdam                        | 369                                                           | |            |
|  | Keolis       | MAN Lion's City L LE (A44)           | 33     | 6101-6133 | Busvervoer Almere                             | 322, 326, 327, 330, N22 en N23                                | |            |
|  | Next         | Mercedes-Benz Citaro LE (M)Ü         | 7      | 1030, 1043-1046, 1095, 1096 | Hoeksche Waard – Goeree-Overflakkee           | 436 en 437                                                    | Rijden in opdracht van Connexxion. Sommige bussen hadden eerst de Arriva of TCR huisstijl. |            |
|  | Next         | Mercedes-Benz Citaro G               | 1      | 9197 | Hoeksche Waard – Goeree-Overflakkee           | 436 en 437                                                    | Rijdt in opdracht van Connexxion |            |
|  | Oostenrijk   | Scania-Higer A30                     | 47     | 3001-3047 | Waterland                                     | Bizzliner lijnen                                              | Reden in opdracht van EBS. Werden ook als touringcars ingezet. 3002 - 3013 en 3037 - 3043 zijn geëxporteerd naar Polen. |            |
|  | Pouw Vervoer | VDL Citea XLE-137                    | 7      | 5775-5781 | Gooi en Vechtstreek                           | 320 en N32                                                    | Voormalige Regionet bussen. Rijden in opdracht van Connexxion. Zijn in 2021 naar Next gegaan voor vervoer in Hoeksche Waard - Goeree-Overflakkee en Zeeland, nog steeds in opdracht van Connexxion. |            |
|  | Qbuzz        | Iveco Crossway LE 13 m               | 52     | 6301-6329, 6340, 6401-6412, 6501-6510 | Drechtsteden, Molenlanden en Gorinchem        | 416, 488, 489 en 491                                          | 6329 is verkocht. 6401-6412 zijn voormalige snelBuzz bussen. 6501-6510 zijn voormalige streekBuzz bussen. |            |
|  | Qbuzz        | VDL Citea LLE-120                    | 6      | 8123-8125, 8128, 8130, 8131 | Zuid-Holland Noord                            | 497                                                           | Ex Strætó IJsland. Tijdelijke bussen totdat alle Yutongs zijn ingestroomd. |            |
|  | Qbuzz        | Yutong U15                           | 50     | 8701-8750 | Zuid-Holland Noord                            | 400, 401, 410, 470 en 497                                     | |            |
|  | RET          | VDL Citea SLE-120 Hybride            | 13     | 1287-1299 | Bus Rotterdam                                 | 170 en 173                                                    | |            |
|  | Transdev     | Ebusco 3.0 LE                        | 32     | 2183-2190, 2198-2221 | Gooi en Vechtstreek                           | 320, 321 en N32                                               | |            |

### Trammaterieel
HTM zet sinds 2015 trams in onder de naam R-net en het GVB sinds 2020. De trams van RandstadRail vallen ook onder R-net.
|  | Vervoerder | Merk                | Aantal  | Series               | Concessie              | Inzet op lijn(en)              | Opmerking                                                                                               | Afbeelding |
|  | ---------- | ------------------- | ------- | -------------------- | ---------------------- | ------------------------------ | --- | ---------- |
|  | GVB        | CAF Urbos 100       | 28      | 3001-3025, 3070-3072 | Stadsvervoer Amsterdam | 25                             | Heeft een afwijkende R-net huisstijl die aansluit op die van de metro's.                                |            |
|  | HTM        | Alstom RegioCitadis | (72) 71 | 4001-4072            | Rail Haaglanden        | 2 (deels), 3, 4 en 19          | Onderdeel van RandstadRail (4015 is afgevoerd).                                                         |            |
|  | HTM        | Siemens Avenio      | 70      | 5001-5070            | Rail Haaglanden        | 2 (deels), 9, 11, 15, 16 en 17 | Sinds 2022 krijgen de trams een afwijkende kleurstelling waarbij het donkergrijs door wit is vervangen. |            |
|  | HTM        | Stadler TINA        | 62      | 7001-7062            | Rail Haaglanden        | 1, 6, 10 en 12                 | In dienst vanaf 2026                                                                                    |            |

### Metromaterieel
Zowel GVB als RET hebben hun bestaande metro's omgebouwd in R-net huisstijl. Nieuwe metro's (M5, M7 en HSG3) kregen bij de bouw gelijk al de R-net huisstijl. De metro's op RandstadRail lijn E vallen ook onder R-net.
De R-net metro's wijken iets af van de R-net bussen, trams en treinen. Ze zijn voor het grootste deel gebaseerd op de oorspronkelijke kleurstelling van het Amsterdamse LHB-materieel: zilvergrijs met rode deuren (geen rood dak). Verder zijn de metro's voorzien van R-net opschriften en bevat het ook elementen van de vervoerder (met uitzondering van RSG3, die de RandstadRail huisstijl heeft).
|  | Vervoerder | Type         | Aantal | Series                                            | Concessie              | Inzet op lijnen    | Opmerking                                                           | Afbeelding |
|  | ---------- | ------------ | ------ | ------------------------------------------------- | ---------------------- | ------------------ | ------------------------------------------------------------------- | ---------- |
|  | GVB        | S1/S2        | 25     | 45-69                                             | Stadsvervoer Amsterdam |                    | Kleine verschillen tussen deelseries S1 en S2.                      |            |
|  | GVB        | M4/S3        | 37     | 70-106                                            | Stadsvervoer Amsterdam |                    | S3: 70-73, M4: 74-106. De 82 en 85 zijn in 2023 afgevoerd.          |            |
|  | GVB        | M5           | 28     | 107/108-161/162                                   | Stadsvervoer Amsterdam |                    |                                                                     |            |
|  | GVB        | M7           | 43     | 163-205                                           | Stadsvervoer Amsterdam |                    |                                                                     |            |
|  | RET        | B (MG2/1)    | 63     | 5301-5363                                         | Rail Rotterdam         | 02 03              | Kleine verschillen tussen deelseries 5301-5342 en 5343-5363.        |            |
|  | RET        | S (SG2/1)    | 18     | 5401-5418                                         | Rail Rotterdam         | M 01 02            |                                                                     |            |
|  | RET        | R ([H/R]SG3) | 86     | 5501-5522 (RSG3) 5601-5642 (SG3) 5701-5722 (HSG3) | Rail Rotterdam         | RSG3: E SG3: HSG3: | RSG3: onderdeel van RandstadRail. Hebben de RandstadRail huisstijl. |            |

### Treinmaterieel
Bij ingang van de lijnconcessie Gouda - Alphen aan de Rijn had NS nieuw materieel aangeschaft voor de diensten. Arriva schafte bij ingang van de concessie "Drechtsteden, Alblasserwaard, Vijfheerenlanden" in 2007 nieuw materieel aan en bleef dit inzetten tot de overgang naar de R-net dienst in 2018. Qbuzz verwierf in 2018 deze concessie en nam het materieel over van Arriva, om deze te laten ombouwen tot R-net treinen.
|  | Vervoerder | Merk                | Aantal | Series    | Concessie                                                     | Opmerking                                     | Afbeelding |
|  | ---------- | ------------------- | ------ | --------- | ------------------------------------------------------------- | --------------------------------------------- | ---------- |
|  | NS         | Stadler FLIRT 3     | 6      | 2010-2015 | Treindienst Gouda - Alphen aan den Rijn                       |                                               |            |
|  | Qbuzz      | Stadler GTW (Spurt) | 10     | 6350-6359 | Drechtsteden, Molenlanden, Gorinchem (DMG) (MerwedeLingelijn) | Voormalig Arriva 407, 408, 501-506, 509, 510. |            |

## Toekomst
Tot en met 2013 reden alleen buslijnen onder de naam R-net van en naar Amsterdam. In de toekomst wordt R-net uitgebreid tot heel de Randstad. In Zuid-Holland kwamen er vanaf 2014 zeven buslijnen en twee lightrailtrajecten bij. Enkele tram- en metrolijnen in Amsterdam, Den Haag en Rotterdam en spoorlijnen gaan in de toekomst ook deel uitmaken van R-net.

### Provincie Noord-Holland
In de omgeving van Amsterdam zijn verschillende buscorridors gepland. De meeste corridors staan echter nog niet vast, vanwege ruimtelijk-economische ontwikkelingen in de regio en andere projecten.

### Provincie Utrecht
In de toekomst wordt R-net in heel de Randstad ingevoerd. Echter is het nog onbekend hoe dit er in de provincie Utrecht er uit zal zien. Mogelijk zullen er een aantal treintrajecten in de toekomst tot R-net gaan behoren. Momenteel zijn in de provincie Utrecht alleen Eemnes en Leerdam nog verbonden met het R-net netwerk middels respectievelijk buslijn 320 (Hilversum - Amsterdam) en buslijn 321 (Eemnes - Amsterdam) van Transdev en de stoptrein Dordrecht - Geldermalsen van Qbuzz.

### Provincie Zuid-Holland
In de toekomst worden in de provincie Zuid-Holland verschillende bus- en treintrajecten opgenomen in het R-net-netwerk.  

#### Buslijnen
Vanaf 2014 worden enkele Qliners in de provincie Zuid-Holland opgenomen in R-net, maar naast de Qliners gaan er nog meer buslijnen en buscorridors in de toekomst tot R-net behoren. Enkele buslijnen / trajecten gaan pas vanaf 2020 tot R-net behoren.

#### Concessie Hoeksche Waard - Goeree-Overflakkee
Tussen Oud-Beijerland en Rotterdam Zuidplein (metrostation) zullen lijnen 160, 170, 171 en 172 van Connexxion worden getransformeerd tot snellere, frequentere en betrouwbaardere R-net varianten. De provincie verwacht dat de nieuwe kwalitatief hoogwaardige busverbinding vanaf dienstregelingjaar 2026 in gebruik genomen kan worden.
| Lijn | Traject                                        | Via                                                                 |
| ---- | ---------------------------------------------- | ------------------------------------------------------------------- |
| 461  | Rotterdam, Zuidplein – Oud-Beijerland, Zinkweg | , Busstation Heinenoord                                             |
| 462  | Rotterdam, Zuidplein – Goudswaard, Dorp        | , Busstation Heinenoord, Oud-Beijerland, Nieuw-Beijerland, Piershil |
| 471  | Rotterdam, Zuidplein – Oud-Beijerland, Zinkweg |                                                                     |

#### Tramlijnen
De tramlijnen van het HTM worden sinds 2012 aangepast voor 'hoogwaardig openbaar vervoer'. Enkele tramlijnen zijn al klaar, andere volgden in de periode na 2015.
| Lijn | Traject                                      | Via | Onderdeel van | Opmerking                               |
| ---- | -------------------------------------------- | --- | ------------- | --------------------------------------- |
| 1    | Scheveningen Noorderstrand – Delft Tanthof   | Kurhaus, Statenkwartier, World Forum, Vredespaleis, Javastraat, Plein 1813, Kneuterdijk, Centrum, Bierkade, Station Hollands Spoor, Laakkwartier, Rijswijk, Hoornbrug, Broekpolder, Spoorzone Delft, Delft Station, De Hoven Passage                                       | Haagse tram   |                                         |
| 3    | Loosduinen – Zoetermeer Centrum-West         | Bohemen, Bomen-/Vruchtenbuurt, HMC Westeinde, Prinsegracht, Tramtunnel, Centraal Station, Beatrixkwartier, Laan van NOI, Voorburg 't Loo, Leidschendam-Voorburg, Forepark, Leidschenveen, Zoetermeerse Rijweg, Voorweg, Centrum-West, Seghwaert, Zoetermeerse Krakeling    | RandstadRail  | Rijdt via krakeling linksom             |
| 4    | De Uithof – Station Lansingerland-Zoetermeer | Bouwlust, Leyenburg, Rustenburg en Oostbroek, HMC Westeinde, Prinsegracht, Tramtunnel, Centraal Station, Beatrixkwartier, Laan van NOI, Voorburg 't Loo, Leidschendam-Voorburg, Forepark, Leidschenveen, Zoetermeerse Rijweg, Voorweg, Centrum-West, Seghwaert, Oosterheem | RandstadRail  |                                         |
| 19   | Leidschendam Leidsenhage – Delft Station     | Vliettunnel, Leidschenveen, Station Ypenburg, Nootdorp, Ypenburg, Rijswijk | Haagse tram   | Wordt gereden met Randstadrailmaterieel |